# Lepthyphantes longihamatus
Lepthyphantes longihamatus är en spindelart som beskrevs av Robert Bosmans 1985. Lepthyphantes longihamatus ingår i släktet Lepthyphantes och familjen täckvävarspindlar.
Artens utbredningsområde är Marocko. Inga underarter finns listade i Catalogue of Life.